# Helena Tokarz
Helena Tokarz (ur. 5 sierpnia 1926 w Sękowie, zm. 10 grudnia 1994 w Gdańsku) – botanik, farmaceuta, profesor Akademii Medycznej w Gdańsku.

## Życiorys
Jej rodzice, Wojciech i Weronika z domu Skórko, zostali zamordowani podczas II wojny światowej przez Niemców. Wychowywała ją rodzina matki. W 1944 roku młoda Helena zdała maturę na tajnych kompletach w Wilnie. W 1950 roku ukończyła studia magisterskie z filozofii w zakresie botaniki na Wydziale Matematyczno-Przyrodniczym Uniwersytetu Poznańskiego. W tym samym roku zamieszkała w Gdańsku.
Zatrudniona była najpierw na stanowisku asystenta w Zakładzie Botaniki Wydziału Rolnego Politechniki Gdańskiej, a od 1952 roku jako starszy asystent w Katedrze i Zakładzie Botaniki Farmaceutycznej Akademii Medycznej w Gdańsku. Działała na rzecz rozwoju Ogrodu Botanicznego Roślin Leczniczych w zespole kierowanym przez prof. Tadeusza Sulmę. W latach 1952–1956 pracowała dodatkowo w Zakładzie Botaniki Wydziału Biologii Wyższej Szkoły Pedagogicznej w Gdańsku. W 1953 roku objęła stanowisko adiunkta w Katedrze Botaniki Farmaceutycznej Akademii Medycznej. W roku 1961 uzyskała na Uniwersytecie Adama Mickiewicza w Poznaniu stopień naukowy doktora nauk przyrodniczych na podstawie dysertacji pt. „Zespoły leśne wysoczyzny Elbląskiej”. W 1975 roku została doktorem habilitowanym na podstawie pracy naukowej „Zbiorowiska leśne z udziałem buka w obszarze północno-wschodniej granicy jego zasięgu”. W tym samym roku, po przejściu na emeryturę prof. Tadeusza Sulmy, pierwszego kierownika Katedry i Zakładu Biologii i Botaniki Farmaceutycznej Akademii Medycznej, Helena Tokarz objęła funkcję kierowniczą, którą pełniła do śmierci. W maju 1984 roku wypromowała pracę doktorską Krystyny Szmei pt. „Roślinność pól uprawnych Wzniesień Elbląskich”. W roku 1989 H. Tokarz otrzymała tytuł profesora. Pochowana została na Cmentarzu Srebrzysko w Gdańsku.

## Wybrane Publikacje
- Zespoły leśne Wysoczyzny Elbląskiej (1961)[7];
- Zbiorowiska leśne z udziałem buka (Fagus silvatica) w obszarze północno-wschodniej granicy jego zasięgu (1971)[8];
- Praktikum do ćwiczeń z botaniki farmaceutycznej (1983)[9], (1990)[10];
- Występowanie wybranych gatunków chwastów w uprawach rolniczych: makroregion północny (1987)[11], (1992)[12]

## Odznaczenia
- Złoty Krzyż Zasługi;
- Order Kawalerski Orderu Odrodzenia Polski (1974);
- Medal 30-lecia AMG (1975)[1].